# 拉吉斯拉夫·贝内什
拉吉斯拉夫·贝内什（捷克語：Ladislav Beneš，1943年7月9日—），捷克男子手球运动员。他曾代表捷克斯洛伐克国家队参加1972年夏季奥林匹克运动会手球比赛，获得一枚银牌。